# Кріплення гірничих виробок

Кріплення капітальних гірничих виробок

Кріплення гірничих виробок — різновид гірничого кріплення, що встановлюється у гірничих виробках для забезпечення їхнього експлуатаційного стану, збереження форми та розмірів поперечного перетину, запобігання обваленням та висипанням бокових порід.
Розрізняють кріплення гірничих виробок рамне, суцільне і анкерне.
- Рамне та суцільне поділяють на кріплення з замкненим і незамкненим контуром,

- анкерне — на кріплення з локальним закріпленням анкерів і по всій довжині свердловини.

В залежності від матеріалу вирізняють металеве, дерев'яне, полімерне, бетонне, залізобетонне, змішане кріплення. За конструктивними ознаками розрізняють монолітне та збірне кріплення. За характером поведінки в робочому режимі — податливе і жорстке.
Для кріплення горизонтальних і похилих капітальних виробок застосовують рамне кріплення (металеве, збірне, залізобетонне, змішане), суцільне, монолітне і збірне бетонне і залізобетонне кріплення, в тому числі набризкбетонне кріплення.
Для кріплення стовбурів з невеликим строком служби (10-15 років) застосовують дерев'яне кріплення. Найрозповсюдженішим видом кріплення стовбурів є монолітне кріплення бетонне
(95-91 % стовбурів шахт). Залізобетонне кріплення вертикальних виробок у вигляді залізобетонних тюбінгів застосовують на слабких, нестійких породах, а також на ділянках водоносних горизонтів. Залізобетонні збірні конструкції застосовують при будівництві стовбурів в особливо важких умовах. Змішане кріплення застосовується при будівництві глибоких стовбурів у складних і особливо-складних гірничо-геологічних умовах.
Різновиди кріплення підготовчих гірничих виробок аналогічні кріпленню капітальних гірничих виробок. Кріплення підготовчих виробок — найпоширеніші на шахтах, оскільки протяжність підготовчих виробок досягає 80 % всіх виробок шахти. На вугільних шахтах України підготовчі виробки кріплять головним чином рамним кріпленням (дерев'яним, металевим, залізобетонним), а також анкерним кріпленням (самостійним і у поєднанні з рамним кріпленням). Найрозповсюдженіше на вугільних шахтах металеве кріплення (понад 60 % загальної протяжності підготовчих виробок), а також дерев'яне (бл. 16 %) та збірне залізобетонне (бл. 10 %). На гірничорудних шахтах частка виробок з дерев'яним кріпленням вища.